# Simon Narcisse Bozanga
Simon Narcisse Bozanga, né le 26 décembre 1942 à Bangassou (Oubangui-Chari) et mort le 7 juillet 2010 à Salouël,, est un homme d'État centrafricain, Premier ministre du 4 avril au 1er septembre 1981.